# 彩织街道
彩织街道，是中华人民共和国吉林省长春市南关区下辖的一个乡镇级行政单位。2018年10月成立，彩织街道位于伊通河以东，小河沿子河以南，生态大街以西，南四环以北。辖区面积3.49平方公里，辖富奥、园丁、凤凰、中海、力旺5个社区和逯瓦房村，人口6.02万人。彩织街道办事处驻世荣路与生态大街交汇处。

## 行政区划
彩织街道下辖以下地区：富奥、园丁、凤凰、中海、力旺5个社区和逯瓦房村。